# أ. جي. كرو
أ. جي. كرو هو شخصية أعمال وسياسي أمريكي، ولد في 8 مايو 1948. نشط حزبياً في الحزب الجمهوري. وقد انتخب عضو مجلس ولاية لويزيانا ‏ وانتخب عضو مجلس نواب لويزيانا ‏.